# Farelcollege (Ridderkerk)
Het Farelcollege is een christelijke scholengemeenschap in de Nederlandse gemeente Ridderkerk. Het Farelcollege biedt opleidingen op het niveau van het lwoo, vmbo, mavo, havo, vwo en het tto (tweetalig onderwijs). Met ingang van het schooljaar 2009-2010 was het Farelcollege de eerste school in Nederland met tweetalig middelbaar algemeen voortgezet onderwijs.

## Naamgever
De naamgever van het Farelcollege is de 16e-eeuwse Franse kerkhervormer Guillaume Farel.

## Leerlingen, personeelsleden en klassen
Het Farelcollege heeft ongeveer 220 personeelsleden en 1500 leerlingen. De leerlingen zijn verdeeld over klassen met ieder hun eigen mentor.

## Gebouwen
Het Farelcollege beslaat drie gebouwen op één terrein aan de Kastanjelaan in Ridderkerk:
- het vmbo-gebouw (Farel Vmbo)
- het mavo-gebouw (Farel Mavo)
- het lyceum-gebouw (Farel Lyceum)

## Schoolmusical
- 2001: Oliver Twist
- 2002: Grease
- 2004: Joseph
- 2005: Hair
- 2006: The Wiz
- 2007: Aïda
- 2008: Hairspray (mocht niet worden opgevoerd wegens het ontbreken van auteursrechten, er is daarom een compilatie van eerder vertoonde musicals vertoond)
- 2009: Non-Actief
- 2010: Auditie
- 2011: Asterix en Obelix op tournee
- 2012: Wondergirls
- 2013: Live Love Let go
- 2014: Bon Voyage
- 2015: Swart

## Tweetalig onderwijs
Het Farelcollege begon in 2002 met een tweetalige opleiding (Nederlands en Engels) op vwo-niveau. De eerste examenklassers verlieten de school in 2008.
In het cursusjaar 2009-2010 begon de school met een tweetalige mavo/havo-opleiding. In het eerste jaar komt een brugklas voor tweetalig mavo/havo, in het tweede leerjaar komt er een tweetalige mavo-2 (die daarna zal doorgaan tot tweetalig mavo-4) en een tweetalige havo-2 klas.

## Bekende leerlingen en leraren

### Leraar
- Andries Knevel (1952), presentator bij de Evangelische Omroep was leraar godsdienst en maatschappijleer van 1976 tot 1978.

### Leerlingen
- Manon Melis (1986), (oud-)voetbalster Nederlands vrouwenelftal.
- Lars van der Werf (1987), dichter, doorliep de havo.
- Naaz Mohammad (1998), een Nederlands singer-songwriter.